# Seydelia geometrica
Seydelia geometrica är en fjärilsart som beskrevs av Charles Oberthür 1883. Seydelia geometrica ingår i släktet Seydelia och familjen björnspinnare. Inga underarter finns listade i Catalogue of Life.